# Elbert Motor Car Company
Elbert Motor Car Company war ein US-amerikanischer Hersteller von Automobilen.

## Unternehmensgeschichte
Das Unternehmen wurde im Spätsommer 1914 in Seattle im US-Bundesstaat Washington gegründet. Beteiligt waren Nicholas Wilson als Präsident, L. H. Beamish, L. W. O’Connell, ein Herr Elbert als Geld- und Namensgeber und der Konstrukteur F. W. Topkin. Sie begannen mit  der Produktion von Automobilen. Der Markenname lautete Elbert. Im März 1915 wurde angekündigt, dass die Produktion im ehemaligen Werk der Goudy Machine Company in Sunnyvale in Kalifornien fortgesetzt werden solle. Dort wurde jedoch nichts mehr produziert. 1915 wurde das Unternehmen aufgelöst.
Wilson war später an der Emerson Motor Company beteiligt.

## Fahrzeuge
Das einzige Modell wurde als Cyclecar bezeichnet. Allerdings erfüllte es die Kriterien nicht. Der Vierzylindermotor war wassergekühlt. Er hatte 63,5 mm Bohrung, 101,6 mm Hub, 1287 cm³ Hubraum und leistete 10 PS. Er trieb über eine Kardanwelle die Hinterachse an. Das Fahrgestell hatte 259 cm Radstand. Der offene Roadster bot Platz für zwei Personen hintereinander. Der Neupreis betrug 295 US-Dollar.
Außerdem stand ein leichter Lieferwagen auf gleicher Basis zur Verfügung.